# Peleryna

Peleryna z XIX w.

Peleryna (fr. pèlerine, od pèlerin - pielgrzym) – wierzchnie okrycie bez rękawów, zarzucone na ramiona i spięte na piersiach albo na ramieniu, noszone od czasów antycznych przez obie płcie. W Polsce nazwa stosowana od XVII wieku.

## Historia
Półkolisty, fałdzisty rzymski płaszcz powstał z obszernego okrycia wierzchniego, używanego do ochrony przed zimnem i wilgocią, które dla wygody zostało rozcięte na przedzie. Z tej starożytnej formy peleryny wywodzą się stroje liturgiczne (np. kapa) oraz świeckie okrycia paradne i ceremonialne (np. strój koronacyjny).
W średniowieczu peleryna była długa, zazwyczaj krojona kloszowo, czasem z rozcięciami na ręce. Bywała podszyta futrem i z kapturem. Używali jej pielgrzymi podczas wędrówek do miejsc kultu (także w wiekach późniejszych).
W XV wieku pojawiła się też peleryna krótka, która w XVI stuleciu w Hiszpanii miała stojący kołnierz, ozdobiony razem z przodami złotą pasmanterią. Jako wierzchnie okrycie stała się modna w XVII wieku, przybierając różne formy, m.in. marszczonej przy szyi ze sztywnym, stojącym kołnierzem.
Od połowy XVI do XVII wieku w hiszpańskiej modzie męskiej, a później także w kobiecej, pojawiła się peleryna zwana boemio. Krojona była z pełnego koła, sięgała do połowy uda lub do kolan. Na plecach bywała poszerzana klinami, czasem zapinana na całej długości, miała z tyłu stojący kołnierz. Z przodu wzdłuż brzegów była ozdabiana haftem lub oblamowana futrem.
W XVIII stuleciu zaczęto szyć peleryny z dużym, leżącym na ramionach kołnierzem-pelerynką (carrick) lub z kapturem.
Carrick pojawił się początkowo w Anglii i upowszechnił na kontynencie europejskim około 1800 roku. Był obszernym płaszczem męskim z kilkoma ułożonymi piętrowo kołnierzami-pelerynkami (w 1850 roku liczba dochodziła do sześciu). Najdłuższy sięgał przeważnie do dłoni, każdy kolejny był krótszy. Zwykle zapinany był na guziki i patki. Noszony był przez podróżnych i stangretów. Później upowszechnił się także wśród kobiet. Nazwa tej odmiany peleryny pochodzi od otwartego powozu nazywanego carrick (od nazwiska stangreta J. Carrica).
Czarna, długa peleryna pojawiła się w okresie romantyzmu. Szczególne znaczenie ta część garderoby uzyskała na przełomie XIX i XX wieku w okresie modernizmu, głównie wśród cyganerii artystycznej. Była ulubionym okryciem mężczyzn, zwłaszcza malarzy, rzeźbiarzy, poetów, aktorów, stając się niejako atrybutem prawdziwego artysty.
W okresach, gdy modne były rozłożyste spódnice i obszerne rękawy, zwłaszcza w stuleciach XVIII i XIX, nosiły ją również kobiety. Do zbyt szerokiej sukni rozpiętej na stelażu (rogówka i krynolina) trudno było bowiem wówczas dopasować inne wierzchnie okrycie poza chustą, narzutą lub właśnie luźną peleryną, której odmianami były m.in. salopa czy burnus. Noszono również osłaniające dekolt krótsze pelerynki, np. wykonane z lekkich materiałów typu muślin, tafta, tiul czy koronka canezou, których końce można było spiąć broszą lub wsunąć za pasek. Poza pelerynami wyjściowymi w użyciu były także lekkie pelerynki zwane podwłośnikami czy pudermantlami, które narzucano na odzież np. podczas czesania włosów i nakładania kosmetyków w pudrze, chroniąc ją przed zabrudzeniem.
W XX i XXI wieku peleryna kobieca przybrała formę krótkiej narzutki okrywającej plecy, ramiona i piersi, zawsze bez rękawów, a w wersji uszytej z materiału wodoodpornego i z kapturem noszono ją w celu ochrony przed deszczem.

## Galeria

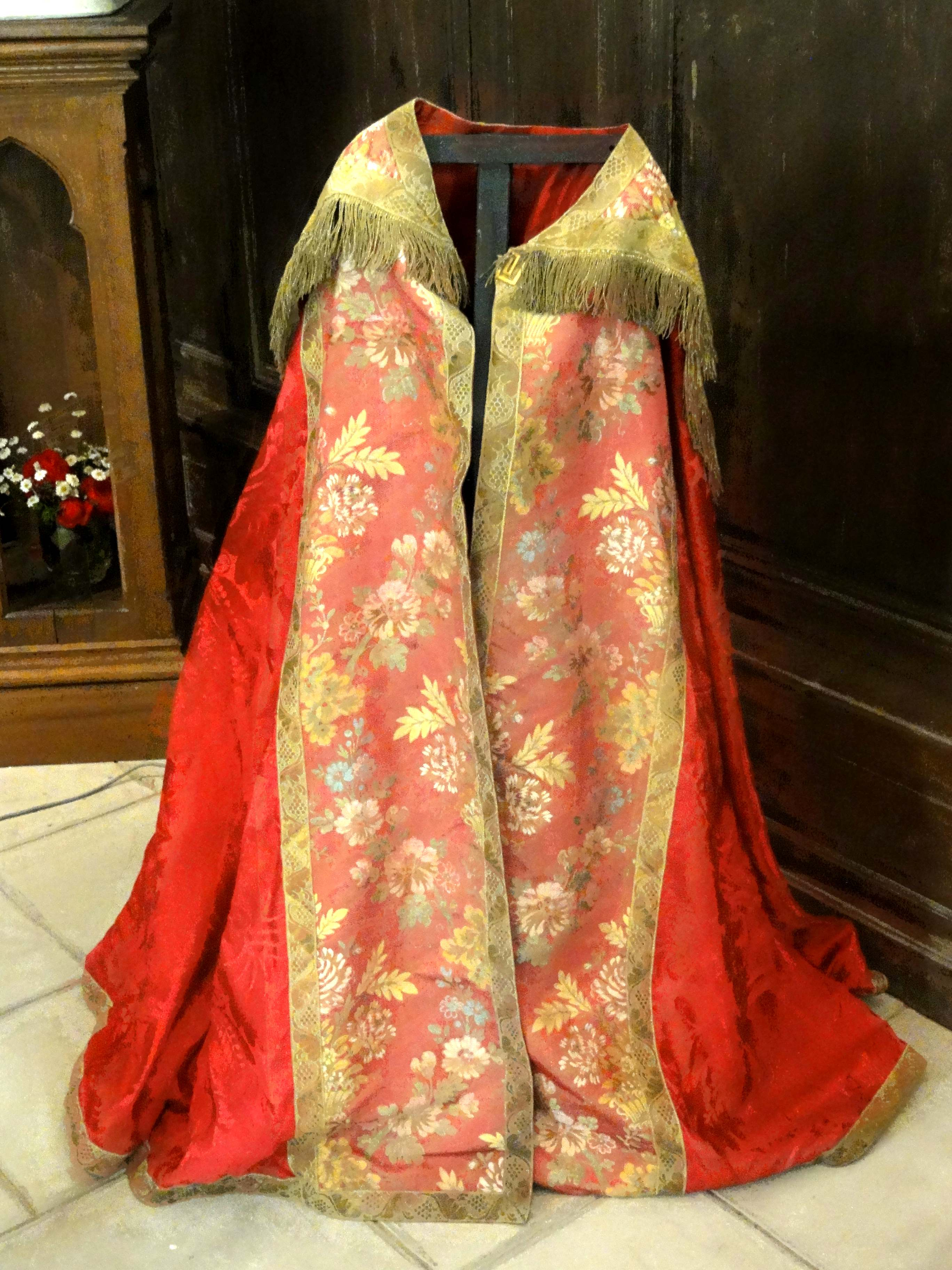
Archaiczna w kroju forma peleryny zachowana do XXI w. w stroju liturgicznym
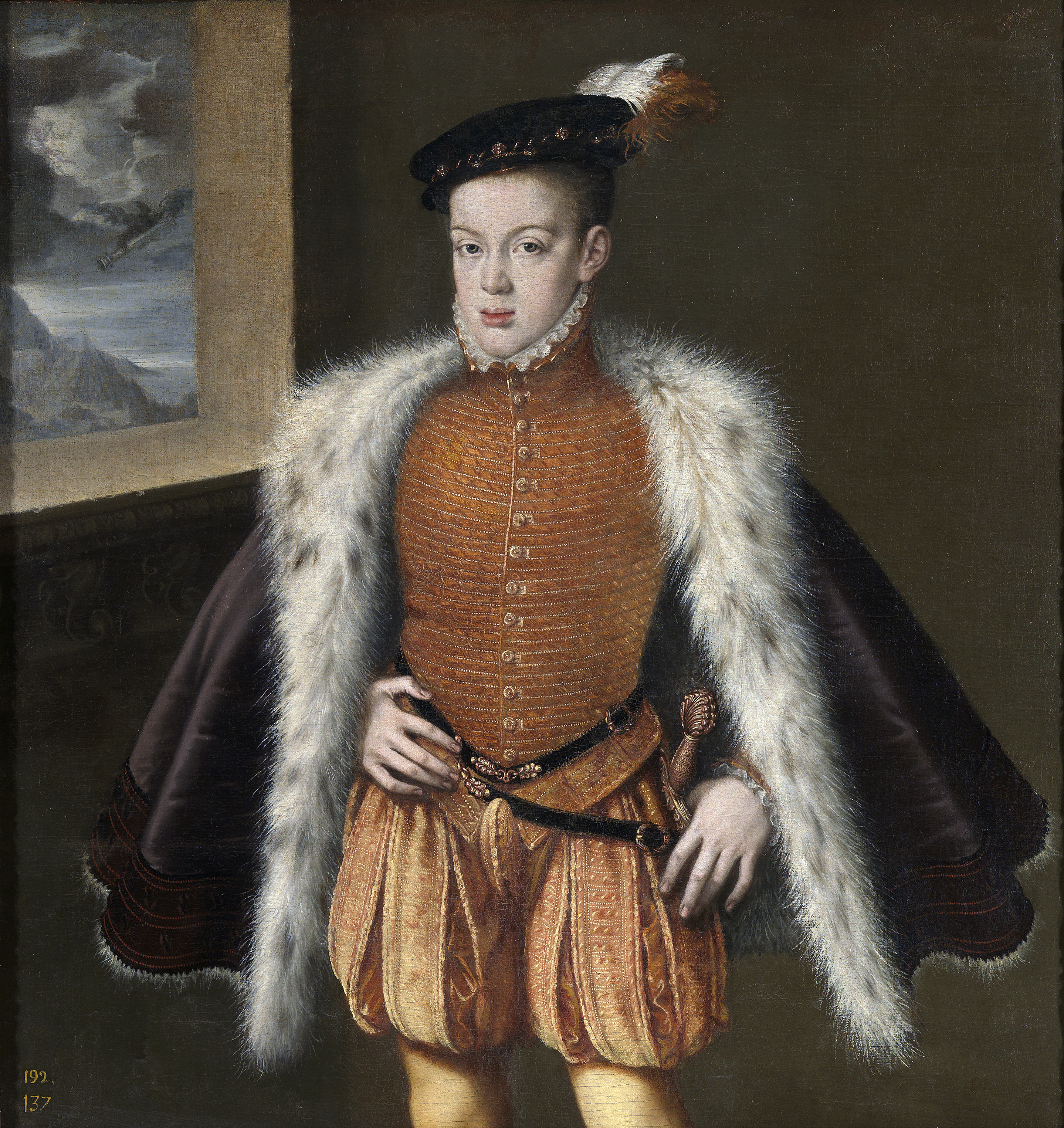
Peleryna boemio. Alonso Sánchez Coello, Don Carlos (Karol, książę Asturii), 1557, Muzeum Prado, Madryt
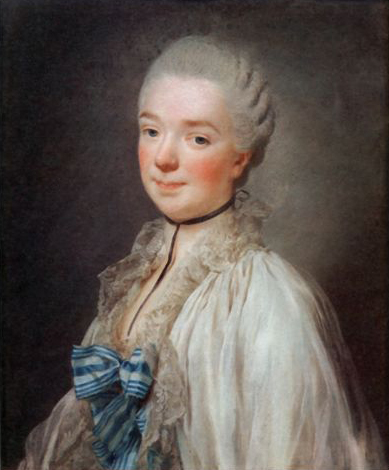
Kobieca pelerynka ochronna w typie pudermantla. Alexander Roslin, Księżna de Gramont (Béatrix de Choiseul-Stainville), 1766, Bayonne, kolekcja Gramont
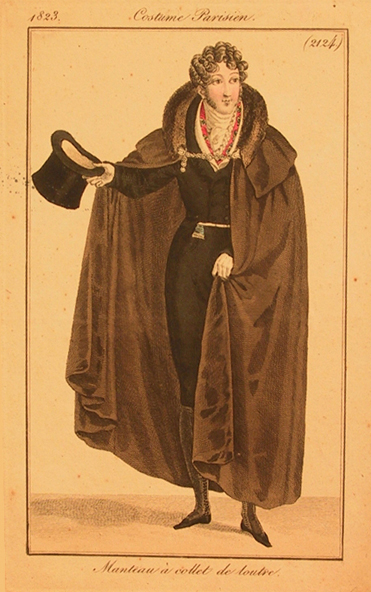
Peleryna męska, 1823. Kolorowany miedzioryt z serii Costume Parisien opublikowany w żurnalu francuskim „Journal des dames et des modes”